# Palais Sapieha (Vilnius)
Pour les articles homonymes, voir Sapieha.
Ne doit pas être confondu avec Palais Sapieha (Varsovie).

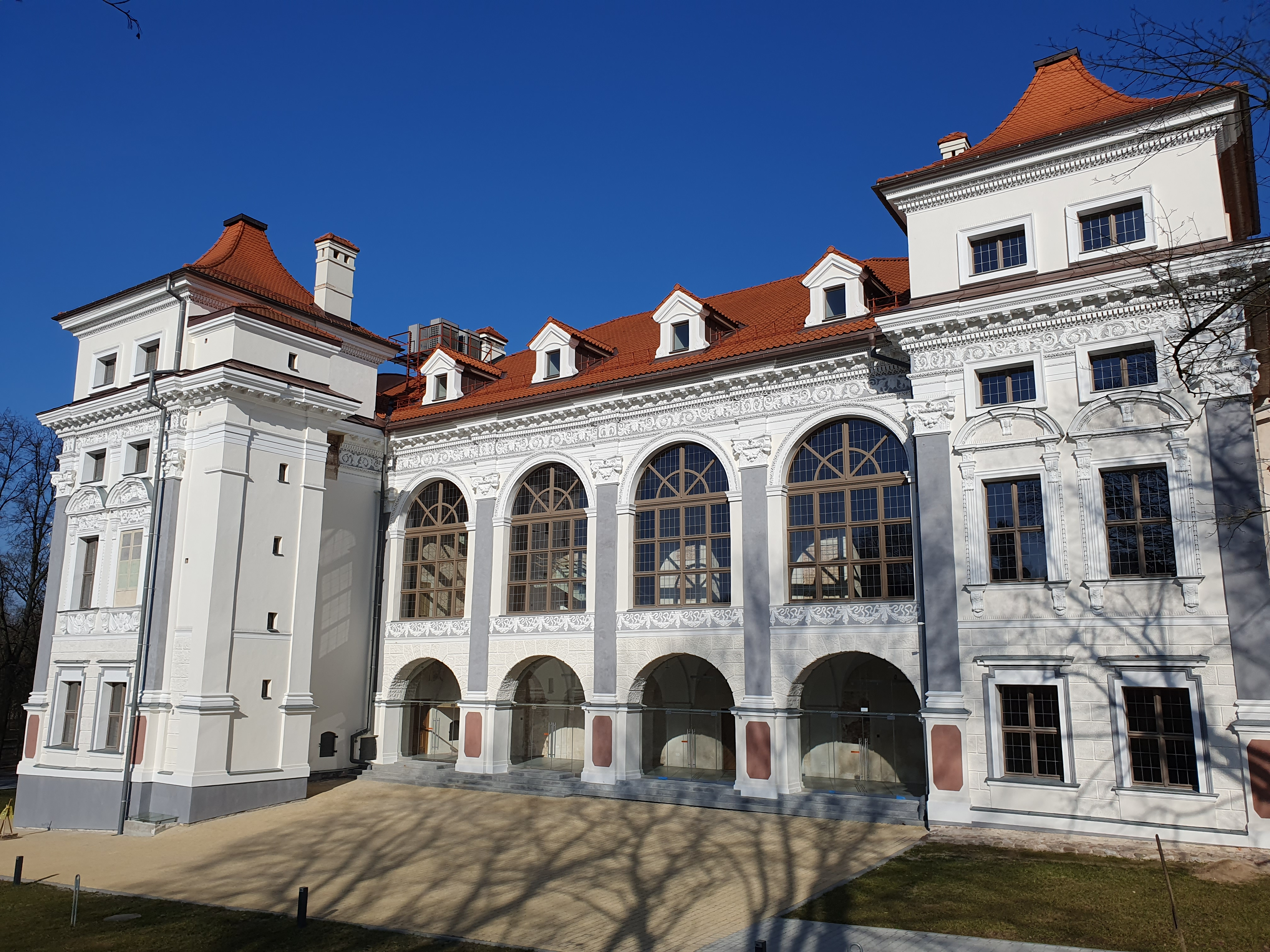
Façade latérale du Palais Sapiegos en 2024

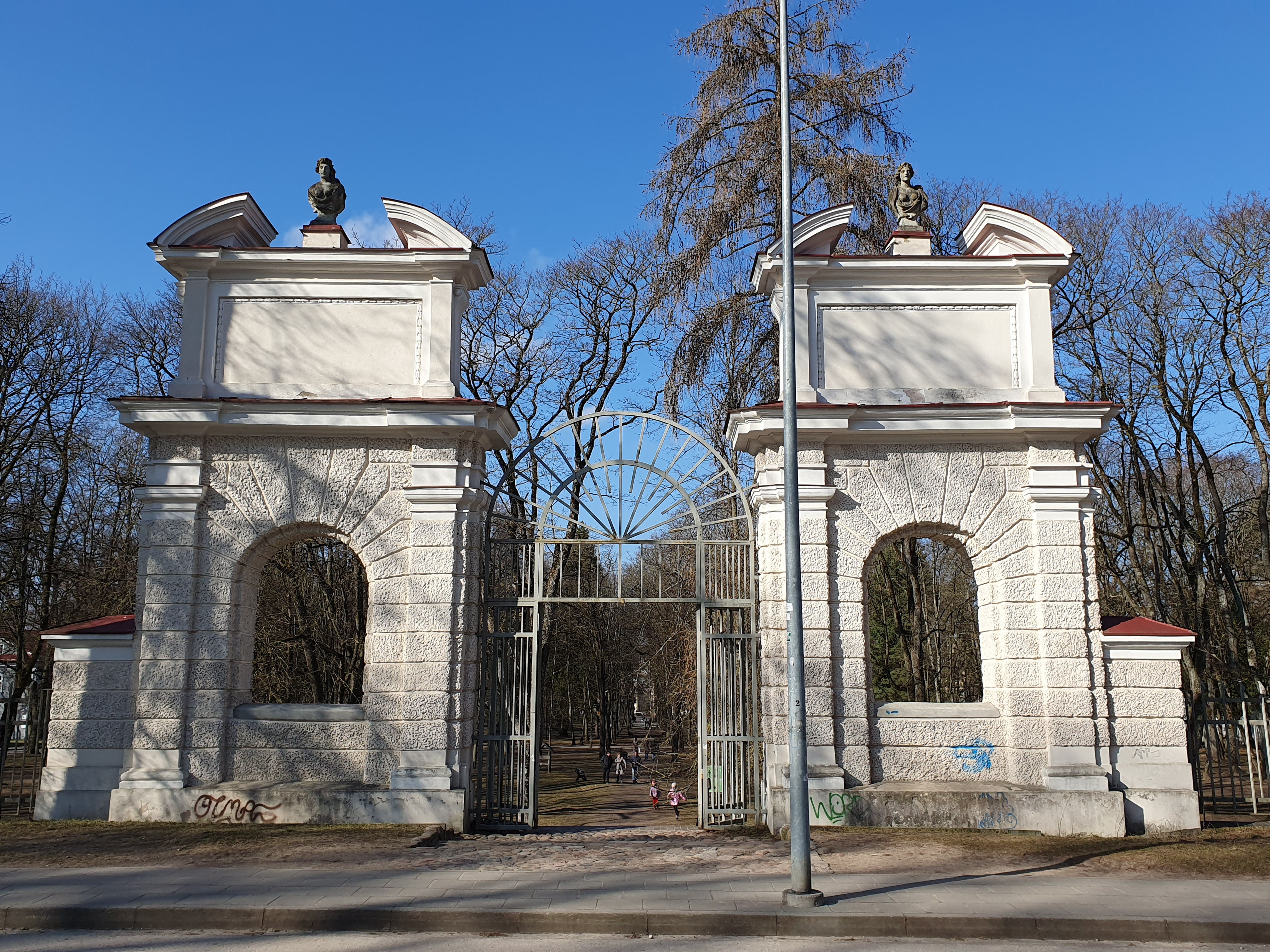
Les portes du parc du complexe du palais Sapiegos en 2024

Le palais Sapieha est un palais baroque situé dans le quartier d'Antokol (ou Antakalnis en lituanien) de Vilnius. C'est le seul des nombreux palais de la famille princière des Sapieha qui subsiste encore à Vilnius.

## Histoire
Le palais Sapieha fut commandé par le grand-Hetman du grand-duché de Lituanie, Jean-Casimir Sapieha le Jeune, à l'architecte tessinois Pietro Perti (en) et sa construction se déroula entre 1691 et 1697, à la place d'une ancienne demeure de bois ayant appartenu à Léon Sapieha. L'intérieur était décoré de fresques de Michelangelo Palloni. Le piano nobile était aussi orné de carreaux de faïence hollandaise et de mosaïques représentant des blasons, des paysages, des églises et des châteaux, appartenant ou construits par la famille Sapieha.
Les autorités impériales russes (Vilnius, sous le nom de Vilna appartenait depuis le partage de la Pologne à l'Empire russe) l'achetèrent en 1809 et en firent un hôpital militaire en 1843. Ses richesses intérieures disparurent. À l'époque de la nouvelle république polonaise entre les deux guerres (Vilnius s'appelait alors Wilno), les autorités polonaises en firent un institut d'ophtalmologie. Du temps de la république socialiste soviétique de Lituanie, le palais redevint un hôpital militaire, et subit de graves dommages.
Il est entouré d'un parc qui s'ouvre sur un magnifique portail baroque récemment restauré.